# Hermanovce
Hermanovce es un municipio del distrito de Prešov, en la región de Prešov, Eslovaquia. Según el censo de 2021, tiene una población de 1658 habitantes.
Está ubicado en el centro-sur de la región, en el valle del río Torysa (cuenca hidrográfica del río Tisza) y cerca de la frontera con la región de Košice.

## Demografía
| Año        | 1994 | 2004     | 2014     | 2024    |
| ---------- | ---- | -------- | -------- | ------- |
| Población  | 1359 | 1539     | 1879     | 1738    |
| Diferencia |      | +13,24 % | +22,09 % | −7,50 % |

| Año        | 2023 | 2024    |
| ---------- | ---- | ------- |
| Población  | 1704 | 1738    |
| Diferencia |      | +1,99 % |